# Picrodendraceae
Picrodendraceae là một họ thực vật hạt kín, bao gồm khoảng 80-85 loài trong 24-25 chi. Chúng là các loài thực vật sinh sống trong khu vực từ cận nhiệt đới tới nhiệt đới và tìm thấy tại New Guinea, Australia, New Caledonia, Madagascar, châu Phi đại lục cũng như vùng nhiệt đới châu Mỹ.
Họ này trước đây là phân họ Oldfieldioideae của họ Euphorbiaceae nghĩa rộng, ngoại trừ chi Paradrypetes hiện nay đã được chuyển sang họ Rhizophoraceae.

## Các chi
- Androstachys
- Aristogeitonia (bao gồm cả Paragelonium)
- Austrobuxus (bao gồm cả Buraeavia, Choriophyllum)
- Canaca
- Choriceras
- Dissiliaria
- Hyaenanche (bao gồm cả Toxicodendrum)
- Kairothamnus
- Longetia
- Micrantheum (bao gồm cả Allenia, Caletia)
- Mischodon
- Neoroepera
- Oldfieldia (bao gồm cả Cecchia, Paivaeusa)
- Parodiodendron
- Petalostigma (bao gồm cả Xylococcus)
- Picrodendron
- Piranhea (bao gồm cả Celaenodendron)
- Podocalyx
- Pseudanthus (bao gồm cả Chorizotheca, Chrysostemon, Stachystemon)
- Sankowskya
- Scagea
- Stachyandra
- Tetracoccus (bao gồm cả Halliophytum)
- Voatamalo
- Whyanbeelia